# Zandkom
Zandkom est une localité située dans le département de Sabcé de la province du Bam dans la région Centre-Nord au Burkina Faso. 

## Géographie

### Situation géographique
Zandkom est situé à 10 km du Chef-lieu de la commune qui est Sabcé. Zandkom est limité :
- au nord par le village de Goungla ;
- au sud par le village de Signonré ;
- à l’est par le village de Imiougou ;
- à l’ouest par la commune de Guibaré.

### Relief
Le relief de Zandkom est composé de collines et de glacis à certains endroits. Le sol est latéritique et ne retient pas de grandes quantités d’eau d’où l’insuffisance hydrique dans la zone.

### Climat
Le village appartient au régime tropical soudano-sahélien. Ce climat se traduit par l'alternance de deux saisons : une saison sèche de huit mois comprise entre octobre et mai ; une saison pluvieuse de quatre mois allant de juin à septembre. La pluviométrie varie entre 500 et 800 mm d’eau par an. Cette pluviométrique affecte négativement les récoltes, le couvert végétal et la disponibilité des eaux de surface,.

### Hydrographie
On enregistre des cours d’eau au niveau du village. Ces cours d’eau, principalement alimentés par les précipitations, tarissent en saison sèche. Un cours d’eau se situe entre le village de Zandkom et celui de Goungla. En saison des pluies, ce cours d’eau rend inaccessible ces deux villages.

### Les sols
Ce sont des sols peu évolués et peu profonds (<45 cm) à valeur agricole très faible à nulle. Ils sont utilisés à des fins sylvo-pastorales. Les sols ferrugineux tropicaux sont localisés sur les pentes supérieures des collines. Ils sont peu profonds (<45 cm) et proviennent de l'altération des cuirasses. Ce sont des sols à vocation agro-sylvo-pastorale. Les sols sablo-limoneux à argileux sont localisés le long des plans d’eau dans les vallées ou fonds de vallées. Ce sont des sols profonds (>40 cm) à valeur agro-sylvo-pastorale intéressante. Outre ces trois principales unités de sols, on note de façon dispersée la présence de lithosols, des plateaux cuirassés. Ce sont des sols où l'on note la quasi absence d’une couche de végétation et de terre. Leur valeur agro-sylvo-pastorale est négligeable.
De façon générale, on observe une dégradation progressive des différents types de sols. Cette situation rend pratiquement impossible leur exploitation sans des aménagements de protection et de conservation des eaux et des sols et l'apport de matières minérales.

### La Végétation
Le caractère semi-désertique du climat du village ne favorise pas l'existence d'une végétation abondante. La végétation originelle est de type savane arborée qui s’est fortement dégradée ces dernières années du fait de la sécheresse et de la forte pression foncière. Les formations végétales naturelles encore présentes sont les reliques de fortes galeries le long des cours d’eau, les savanes et les steppes,.
| Nom scientifique        | Nom en français   | Nom en mooré | Utilisation                                                                                             |
| ----------------------- | ----------------- | ------------ | --- |
| Adansonia digitata      | Baobab            | Toeega       | - Alimentation humaine (fruits et feuilles) - Artisanat (racines) - Pharmacopée                         |
| Acacia nilotica         | Gomme arabique    | Pengendga    | - Artisanat (teinture) - Fourrage - Bois de chauffe - Pharmacopée                                       |
| Balanites aegvptiaca    | Dattier du désert | Kieglga      | - Alimentation humaine (fruits et feuilles) - Fourrage (feuilles) - Bois d'œuvre - Pharmacopée          |
| Piliostigma reticulatum |                   | Bagandé      | - Alimentation humaine (feuilles) - Fourrage (feuilles et fruits) - Bois d'œuvre (fibres) - Pharmacopée |
| Tamarindus indica       | Tamarinier        | Pusga        | - Alimentation (fruits et feuilles) - Bois de chauffe - Pharmacopée                                     |
| Butyrospermum paradoxum | Karité            | Taâga        | - Alimentation humaine (fruits) - Fourrage (fruits) - Bois de chauffe - Bois d'œuvre - Pharmacopée      |

Selon les populations, la végétation naturelle existante contribue significativement à la sécurité alimentaire (apport de fruits comestibles), à l’apport en bois de chauffe, à la construction (bois de service) et à l’artisanat.

### La faune
Au regard du climat semi désertique, le village ne regorge que de petits gibiers tels que les lièvres, les singes, les perdrix, les pintades, le chat sauvage, les oiseaux, de reptiles. La raréfaction des animaux sauvages dans la zone, selon les villageois est due en grande partie à la diminution du couvert végétal et à la pression de l’homme (braconnage).

## Milieu humain

### Historique du peuplement
Les premiers habitants de Zandkom sont venus de Gnou, un village de Yako (Province du Passoré). Le premier quartier de Zandkom s’appelait Nabiyiri. Jadis il était difficile de trouver de l’eau potable dans le village. Les ancêtres ont dit que celui qui veut venir habiter dans le village doit venir avec son eau de boisson, cela se traduit en mooré « Zan kom » d’où le nom du village Zandkom. Les premiers habitants ont beaucoup souffert de la pénurie d’eau. La souffrance de femmes pour les corvées d’eau a amené les hommes à invoquer l’esprit des ancêtres pour demander leur faveur pour que le village ait de l’eau. La requête des villageois a été exaucée et le village depuis lors a suffisamment d’eau. Les nappes phréatiques sont abondantes et peu profondes.

### La population
Le village compte 1 902 habitants dont 1 523 Mossis et 379 Peuls répartis dans 7 quartiers que sont Bagdgo, Camp fonctionnaire, Nabiyiri, Signonguin, Silmissin, Toguin et Watinoma. S’agissant de religion, les catholiques occupent le premier rang, en deuxième position viennent les musulmans, les protestants occupent le troisième rang et les animistes le quatrième rang.

### Organisation administrative et sociale
Zandkom est un village administratif et relève de la commune de Sabcé. Avec la mise en œuvre de la décentralisation en milieu rural, la gouvernance s’articule de la manière suivante : le Comité Villageois de Développement (CVD) est l’entité faitière qui s’occupe des activités du développement du village. Elle est aussi une structure consultative qui joue l’intermédiation entre les habitants et les organisations intervenant dans le village. Les Conseillers du village travaillent avec le conseil municipal de Sabcé et veillent à la mise en œuvre des activités de développement planifiées par le conseil. Les CVD travaillent avec le Préfet. Les conseillers travaillent avec le Maire. Les habitants de Zandkom n’ont pas de chef, mais sont régis par le Chef de Sabcé. Le Chef de terre est décédé et c’est son fils qui assure la gestion des terres.

### Les intervenants du village
| Identité de la structure                                     | Domaine d’intervention                                                                                            | Action concrète réalisée dans le village |
| ------------------------------------------------------------ | --- | --- |
| AZN (Association Zood-Nooma)                                 | - Agriculture (CES/DRS) - Environnement - Equipement en matériels agricoles                                       | - Equipement en matériels agricoles - Formation en CES/DRS |
| ONG Chant de Femmes                                          | Eau et assainissement                                                                                             | Formation sur l’hygiène te assainissement |
| SOS-SAHEL                                                    | Agriculture | Réalisation de cordons pierreux |
| PATECOR                                                      | Agriculture | Réalisation de cordons pierreux |
| Association 6S (Savoir Se Servir du Sahel en Saison Sèche)   | Agriculture | Réalisation de cordons pierreux |
| ONG TIPALGA                                                  | Environnement | Réalisation de foyers améliorés |
| OCADES                                                       | - Activités génératrices de revenus - Maraichéculture                                                             | - Réalisation d’une plateforme multifonctionnelle pour les femmes du village - Réalisation d’un périmètre maraicher d’1 hectare avec 4 puits maraichers.                               |
| FARF (Fonds d’Appui aux Activités Rémunératrices des Femmes) | Micro-crédit | Octroi de crédits aux groupements féminins du village. |
| ASDM (Association Soleil Dans la Main)                       | - Éducation - Sécurité alimentaire - Eau - Hygiène et assainissement - Elevage - AGR - Renforcement des capacités | - Alphabétisation - Elevage de caprins - Réalisation de latrines familiales - Réalisation de forages - Réalisation de test d’analyse des eaux des forages qui contiennent de l’arsenic |
| Service technique de l’agriculture                           | Agriculture | Encadrement des villageois dans le domaine de l’agriculture |
| Service technique de l’élevage                               | Elevage | Encadrement des villageois dans le domaine de l’élevage |
| Service technique de l’environnement                         | Environnement | Encadrement des villageois dans le domaine de la gestion de l’environnement |
| Société Minière Bissa Gold                                   | Exploitation de l’or                                                                                              | - Octroi des crédits - Formation des jeunes et des femmes aux petits métiers (tissage, fabrication de savon, menuiserie et mécanique)                                                  |
| Groupement féminin des maraichers                            | Maraichéculture                                                                                                   | Les membres produisent et vendent les légumes produits au niveau du périmètre maraicher.                                                                                               |
| Association BELWET                                           | Micro-crédit | Octroi de crédits aux femmes constituées en groupe de solidarité. |

### Équipements socio-collectifs
| Type d’infrastructures       | Type d’infrastructures                                    | Nombre |
| ---------------------------- | --------------------------------------------------------- | ------ |
| Infrastructures hydrauliques | Forages                                                   | 9      |
| Infrastructures hydrauliques | Puits à grand diamètre                                    | 7      |
| Infrastructures éducatives   | Ecole primaire                                            | 1      |
| Infrastructures éducatives   | Collège d’Enseignement Général (CEG) privé                | 1      |
| Infrastructures éducatives   | Centre Permanent d’Alphabétisation et de Formation (CPAF) | 1      |
| Infrastructures sanitaires   | 1 CSPS (Maternité, Dispensaire, Dépôt MEG)                | 1      |
| Infrastructures religieuses  | Eglise                                                    | 1      |
| Infrastructures religieuses  | Temple                                                    | 1      |
| Infrastructures religieuses  | Mosquée                                                   | 1      |
| Infrastructures routières    | Route National n° 22                                      | 1      |
| Autres infrastructures       | Moulin                                                    | 4      |
| Autres infrastructures       | Boutiques                                                 | 8      |
| Autres infrastructures       | Kiosques                                                  | 3      |
| Autres infrastructures       | Banque de céréales                                        | 1      |
| Autres infrastructures       | Marché                                                    | 1      |

## État des secteurs sociaux

### L’éducation de base
Dans le village de Zandkom on dispose d'une seule école primaire.
| Classe | Genre   | Nombre |
| ------ | ------- | ------ |
| CP1    | Garçons | 29     |
| CP1    | Filles  | 41     |
| CP2    | Garçons | 46     |
| CP2    | Filles  | 30     |
| CE1    | Garçons | 21     |
| CE1    | Filles  | 29     |
| CE2    | Garçons | 27     |
| CE2    | Filles  | 23     |
| CM1    | Garçons | 28     |
| CM1    | Filles  | 41     |
| CM2    | Garçons | 29     |
| CM2    | Filles  | 27     |
| Total  |         | 371    |

### Éducation non formelle
Le village dispose d’un seul centre d’alphabétisation qui est vétuste et mal équipé.

### La santé
Zandkom dispose d’un Centre de Santé et de Promotion Sociale (CSPS). Le CSPS est localisé dans le quartier Camp Fonctionnaire. Selon les normes du ministère de la santé : 1 CSPS pour 1500 habitants dans un rayon de 10 km. Avec une population de 1523, le village est hors besoin,.

### L’eau et assainissement
| Quartiers          | Forages | Puits à grand diamètre | Latrines familiales |
| ------------------ | ------- | ---------------------- | ------------------- |
| Bagdogo            | 0       | 0                      | 4                   |
| Camp fonctionnaire | 5       | 5                      | 22                  |
| Nabiyiri           | 2       | 0                      | 2                   |
| Signoguin          | 2       | 1                      | 14                  |
| Silmissin          | 0       | 0                      | 0                   |
| Toguin             | 0       | 0                      | 0                   |
| Watinoma           | 0       | 1                      | 10                  |
| Total              | 9       | 7                      | 52                  |

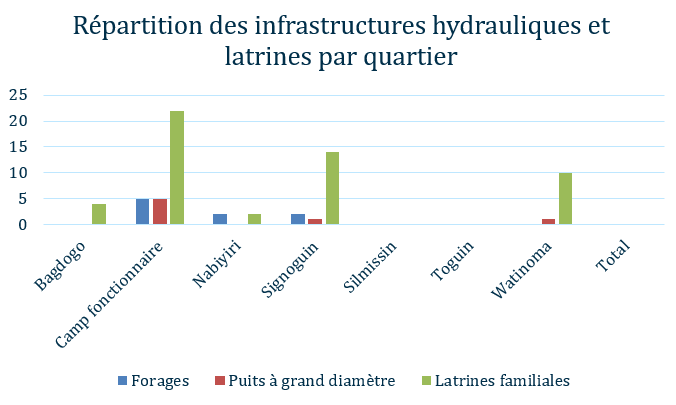
Répartition des infrastructures hydrauliques et latrines à Zandkom

Le quartier Camp fonctionnaire regorge beaucoup d’infrastructures. Cependant le quartier Silmissin et le quartier Toguin ne bénéficient d’aucune infrastructure. Il y a une inégale répartition des ouvrages dans le village.

## Activités de production

### Agriculture et Maraichage
| Cultures  | Superficie occupée par rapport à la superficie totale du champ en pourcentage |
| --------- | ----------------------------------------------------------------------------- |
| Sorgho    | 35                                                                            |
| Petit mil | 30                                                                            |
| Mais      | 20                                                                            |
| Haricot   | 10                                                                            |
| Arachide  | 5                                                                             |

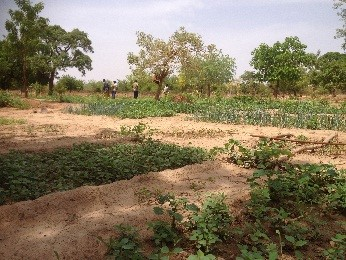
zone de maraîchage Zandkom

L’agriculture est la principale activité des habitants de Zandkom. La production est destinée dans un premier temps à satisfaire les besoins alimentaires de la famille et dans un second temps aux ventes pour la résolution des problèmes sociaux de la famille. Les terres cultivables deviennent rares car certains membres de la communauté sont expropriés de leur terre par des sociétés minières.

#### Pratiques culturales
La majeure partie de la population est très attachée aux systèmes de production traditionnels. Mais avec l’encadrement des services étatiques et des ONG, certains ménages ont changé de pratique. Ils ont adopté les techniques de semi en ligne, ils construisent les barrières anti-érosives, font du zai. Malgré tout, les besoins céréaliers sont supérieurs aux productions disponibles.

### Élevage

#### Productions
Après l’agriculture, l’élevage est la seconde activité de production. Les espèces élevées sont les bovins, les ovins, les caprins, les porcins et la volaille.                               

#### Techniques de production
L’élevage est de types extensif et traditionnel. Le pâturage naturel demeure la principale source d’alimentation des animaux. Les animaux partagent les mêmes points d’eau du village avec les populations. Ce qui représente des risques sanitaires pour les populations. Les déchets des animaux sont utilisés sous forme de fumure organique dans les champs. Les animaux sont utilisés pour les cultures attelées.

### Orpaillage
Les femmes et les jeunes du village s’adonnent aux activités d’orpaillage. C’est une activité qui leur permet d’avoir de l’argent dans un temps court. Certains jeunes ont des kiosques dans le marché.

### Autres activités de production
Le village abrite un marché construit de hangars et des boutiques construites en banco. Il se tient tous les 3 jours et est fréquenté par des commerçants du village et d’autres venant des villages voisins. Les produits échangés sont les céréales, les légumineuses, les petits ruminants, les bovins et la volaille, la viande, les produits manufacturés et les produits maraîchers. À côté de ces activités commerciales, il y a des travailleurs comme les menuisiers, les maçons, les mécaniciens à deux roues.

#### Activités génératrices de revenus des femmes
Dans le village quelques femmes vendent le dolo. Certaines constituées en association produisent du savon, élèvent des caprins et font le tissage. Toutes ces activités procurent aux populations des revenus pour satisfaire leurs besoins.